# Conus skoglundae
Espèce
Conus skoglundae est une espèce de mollusques gastéropodes marins de la famille des Conidae.
Comme toutes les espèces du genre Conus, ces escargots sont prédateurs et venimeux. Ils sont capables de « piquer » les humains et doivent donc être manipulés avec précaution, voire pas du tout.

## Description
La taille de la coquille atteint 25 mm.

## Distribution
Cette espèce marine est présente au large de la péninsule de Basse-Californie, au Mexique.

## Taxonomie

### Publication originale
L'espèce Conus skoglundae a été décrite pour la première fois en 2012 par les malacologistes Manuel Jimenez Tenorio (d), John Keith Tucker et Henry William Chaney dans « A conchological iconography »,.

### Synonymes
- Conus (Dauciconus) skoglundae (Tenorio, J. K. Tucker & Chaney, 2012) · appellation alternative
- Gradiconus skoglundae Tenorio, J. K. Tucker & Chaney, 2012 · non accepté (combinaison originale)